# Lexington (Wirginia)
Lexington – miasto w Stanach Zjednoczonych, w stanie Wirginia i hrabstwie Rockbridge. W 2000 roku miasto zamieszkiwało 6878 osób.
W Lexington w 1870 r. zmarł generał Robert E. Lee.
Z tego miasta pochodzi amerykańska skrzypaczka, Hilary Hahn, trzykrotna laureatka nagrody amerykańskiego przemysłu fonograficznego Grammy.